# Stazione di Le Regino
La stazione di Le Regino (in francese: Gare du Regino, in corso: Gara di Reginu) è una fermata ferroviaria della linea Ponte Leccia – Calvi a servizio della località Regino (in lingua corsa, Reginu) del comune di Speloncato.
Di proprietà della Collectivité Territoriale de la Corse (CTC), è gestita dalla Chemins de fer de la Corse (CFC).

## Strutture ed impianti
Il fabbricato viaggiatori è una struttura a due livelli fuori terra e a pianta rettangolare, dotata di due aperture simmetriche lungo i lati maggiori e di un'apertura presso il lato minore, sorrette da archi a sesto ribassato. È presente un piccolo fabbricato per i gabinetti e il casello ferroviario del vicino passaggio a livello. Tutte queste strutture risultano, al 2010, abbandonate.
Il piazzale è formato da due binari entrambi serviti da banchine. Solo quello di corsa è attivo.
È presente una torre dell'acqua, anch'essa dismessa.

## Movimento
È fermata facoltativa dei treni locali della CFC della relazione Ponte Leccia – Calvi.